# Пройснер, Эберхард
Эбе́рхард Про́йснер (нем. Eberhard Preußner; 22 мая 1899, Штольп, Померания, Германия — 15 августа 1964, Мюнхен, Бавария, Германия) — немецкий музыковед, педагог и общественный деятель.

## Биография
Ученик Германа Аберта. В 1926—1930 годах — редактор журнала «Die Musik», а в 1930—1944 годах издавал журнал «Die Musikpflege». В 1931-1934 годах руководитель музыкального отдела центрального Института воспитания и обучения в Берлине. С 1939 года один из руководителей Высшей музыкальной школы Моцартеум в Зальцбурге. Являлся профессором многих зарубежных учебных заведений. С 1959 года —
президент Академии театра и музыки Моцартеум, генеральный секретарь Европейской ассоциации музыкальных академий, консерваторий и высших музыкальных школ. Сторонник системы музыкального воспитания Карла Орфа.